# 北京大學中國經濟研究中心
中国经济研究中心（英語：China Center for Economic Research, 簡稱：CCER）是北京大学下属的一个科研教学机构，同时招收硕士生和博士生，并面向北大本科生和其他大学的在读本科生招收经济学双学位学生。
中国经济研究中心于1994年8月由林毅夫等创立。迄今为止，其所有教师都为美国、英国或日本的留学归国人员。除宋国青之外，都拥有国外博士学位。宋国青为芝加哥大学经济系博士生候选人。
2008年10月25日，在北京大学中国经济研究中心基础上，北京大学国家发展研究院成立。国家发展研究院是一个以综合性社会科学研究为主的科研教学机构，中国经济研究中心作为国家发展研究院的一个机构继续存在。